# Psychoglypha ormiae
Psychoglypha ormiae là một loài Trichoptera trong họ Limnephilidae. Chúng phân bố ở miền Tân bắc.